# Кон, Гарри
Гарри Кон (англ. Harry Cohn, 23 июля 1891 — 27 февраля 1958) — основатель, президент и продюсер компании «Columbia Pictures».

## Биография
Кон родился в простой еврейской семье в Нью-Йорке. Его отец, Джозеф Коэн, был портным из Германии, а мать, Белла Джозеф, была родом из черты оседлости в Российской империи. После того, как Гарри некоторое время проработал кондуктором трамвая, а затем рекламщиком, он получил работу в Universal Pictures, где уже работал его брат, Джек Кон. В 1919 году Гарри присоединился к своему брату и Джо Брандту, чтобы основать компанию «CBC Film Sales Corporation». Гарри Кон руководил кинопроизводством компании в Голливуде, а его брат управлял финансами из Нью-Йорка. Братья часто конфликтовали, и Брандт, находя партнерство напряженным, в конце концов продал свою треть компании Гарри Кону, который занял пост президента, к тому времени фирма уже была закрыта.
В первых фильмах Columbia Pictures снимался актер Джек Холт. Компания долго не могла избавиться от клейма «бедности жанра» до 1934 года, пока комедия режиссера Фрэнка Капры «Это случилось однажды ночью» не получила премию Оскар. Заказчики, которые раньше не желали работать с Columbia Pictures, теперь стали ее постоянными клиентами. Будучи горизонтально интегрированной компанией, которая контролировала только производство и дистрибуцию, Columbia оказалась во власти владельцев кинотеатров. Она расширила свои горизонты, чтобы предложить кинозрителям широкий ассортимент сериалов, травелогов и мультфильмов. Columbia каждый год выпускала несколько видов жанров («Потерянный горизонт», «Мистер Смит едет в Вашингтон», «Гильда», «Вся королевская рать»), но зависел от своих популярных кассовых картин. Во время пребывания Кона в должности студия всегда приносила прибыль.
Кон не создавал свой костяк кинозвезд, как другие студии. Вместо этого он предпочитал подписывать контракты с актерами, которые обычно работали на более высокооплачиваемые студии, это были Уилер и Вулси, Кэри Грант, Кэтрин Хепберн, Мэй Уэст, Хамфри Богарт, Дороти Ламур, Микки Руни, Честер Моррис, Уоррен Уильям, Уорнер Бакстер, Сабу, Глория Джин, Маргарет О'Брайен и т. д. для привлечения аудитории. Звезды Columbia Pictures, как правило, выходили из рядов актеров, играющих небольшие роли (Джин Артур, Рита Хейворт, Ларри Паркс, Джули Бишоп, Ллойд Бриджес, Брюс Беннет, Джок Махони и др. Некоторые из продюсеров и режиссеров компании также получили более скромные должности актеров, сценаристов, музыкантов и ассистентов режиссера.
Гарри был известен своим авторитарным и пугающим стилем руководства. Когда он занял пост президента, он также оставался и руководителем производства, сосредоточив огромную власть в своих руках. Он уважал талант независимо от личных качеств актера, но следил за тем, чтобы его подчиненные знали, кто здесь главный. Писатель Бен Хект прозвал его «Белый клык». Служащий Columbia Pictures назвал его «самым властным монархом, которого когда-либо знал Голливуд». Говорили, что у него есть подслушивающие устройства на всех сценах, и он может настроиться на любой разговор на съемочной площадке, а затем крикнуть через громкоговоритель, если услышит что-то, что его не устраивает. На протяжении всего срока его пребывания в должности самым популярным его прозвищем было «Король Кон».
Актер Мо Ховард из трио Три балбеса вспоминал, что Кон был парнем типа Джекила и Хайда... в обществе он мог быть очень обаятельным. Кон был известен тем, что весь день кричал и ругался на актеров и режиссеров в своем кабинете, а вечером сердечно приветствовал их на званом обеде. Есть некоторые предположения, что он намеренно культивировал свою репутацию тирана, чтобы мотивировать своих сотрудников, либо просто потому, что это увеличивало его контроль над студией. Говорят, что до начала Второй мировой войны Кон хранил на своем письменном столе фотографию Бенито Муссолини с автографом, с которым он познакомился в Италии в 1933 году. Columbia Pictures выпустила документальный фильм «Муссолини говорит» в 1933 году. Кон также имел ряд связей с организованной преступностью. У него была давняя дружба с чикагским гангстером Джоном Розелли, а босс Нью-Джерси Абнер Цвиллман был источником кредита, который позволил Кону выкупить своего партнера Брандта. Дерзкий, громкий, пугающий стиль Кона стал голливудской легендой.
Прототипом персонажей, сыгранных Бродериком Кроуфордом в фильмах «Вся королевская рать» и «Рождённая вчера», предположительно был Кон, как и Джек Вольц, киномагнат, который появляется в «Крестном отце».
По словам биографа, Майкла Флеминга, Кон вынудил актера, Кудрявого Говарда продолжать сниматься после перенесенной серии инсультов, которые, вероятно, способствовали дальнейшему ухудшению здоровья Говарда, его возможной отставке и ранней смерти.

## Личная жизнь
Известно, что Кон принуждал актрис спать с ним в обмен на роли, подобные истории были связаны со многими продюсерами в Голливуде в то время. Гарри Кон испытывал чувства к актрисе Рите Хейворт, но она отказалась от его предложения, что его сильно задело. В книге Хейворт, «If This Was Happiness», описывается, как она отказалась спать с Коном и как его это разозлило. Но, поскольку Хейворт была ценной актрисой, Кон продолжил работать с ней, так как фильмы с ее участием приносили ему кассу. В течение многих лет они работали вместе, каждый из них делал все возможное, чтобы разозлить другого, однако, сотрудничество дало хорошие результаты.
Когда Джоан Кроуфорд подверглась приставаниям Кона после подписания контракта на три картины с Columbia Pictures, она быстро остановила его, сказав: «Держи это в штанах, Гарри. Завтра я обедаю с Джоан и мальчиками (женой и детьми Кона).»
По словам писателя Джозефа Макбрайда, актриса Джин Артур бросила карьеру, потому что Кон домогался актрис.
Кон был женат на Розе Баркер с 1923 по 1941 год, а также на актрисе Джоан Перри с июля 1941 года до самой смерти в 1958 году. Его племянницей была Леонора  Кон Анненберг, жена миллиардера, издательского магната Уолтера Анненберга из Филадельфии.

## Смерть
Кон был последним голливудским киномагнатом эпохи, сохранившим власть после ухода Дэррила Занука и Луиса Майера. В феврале 1958 года он перенес инфаркт миокарда в отеле Аризона Билтмор в Финиксе, штат Аризона, вскоре после окончания ужина и скончался в машине скорой помощи по дороге в больницу Святого Иосифа. Он похоронен на кладбище Hollywood Forever в Голливуде.